# François Zoko
Bernard François Zoko (Daloa, 13 september 1983) is een Ivoriaanse voetballer die bij voorkeur als aanvaller speelt. Hij tekende in augustus 2014 een eenjarig contract bij Blackpool FC, met een optie voor nog een seizoen. De club lijfde hem transfervrij in nadat zijn verbintenis bij Stevenage FC afliep.